# Platynota egana
Platynota egana es una especie de polilla del género Platynota, tribu Sparganothini, subfamilia Tortricinae.

## Distribución
Se distribuye por Brasil.

## Taxonomía
Fue descrita por Walker en 1866 y publicada en List of the Specimens of Lepidopterous Insects in the Collection of the British Museum 35: 1779.